# Dardo Francisco Molina
Dardo Francisco Molina (Pampa Mayo, Simoca, Argentina, 24 de agosto de 1919 - ?, 1976) fue un político argentino que ejerció como vicegobernador de la provincia de Tucumán y fue secuestrado tras el golpe de Estado en Argentina de 1976, y permanece desaparecido desde entonces.

## Biografía
Cursó sus estudios primarios en la Escuela «Josefa Díaz» de Simoca y los secundarios en el Colegio Sagrado Corazón, egresando con medalla de oro al mejor alumno de 5.º año. Cursó sus estudios universitarios en la Facultad de Derecho y Ciencias Sociales de la Universidad Nacional de Tucumán obteniendo el título de procurador, escribano y abogado. 
Fue elegido diputado provincial, por el segundo Distrito del Departamento Monteros, para el período 1950-1952. En el año 1955 ejerció el cargo de secretario general de la Universidad Nacional de Tucumán, siendo designado además decano interventor en la Facultad de Derecho y Ciencias Sociales de la misma.
A nivel partidario se desempeñó como secretario general del Consejo Directivo del Partido Justicialista y del FREJULI a partir de 1972, siendo su presidente Amado Juri.
En el período constitucional de 1973/1976 fue elegido senador provincial, siendo consagrado por unanimidad presidente del Senado y vicegobernador de Tucumán, correspondiéndole presidir la legislatura en la etapa más ardua del llamado Operativo Independencia, acontecimiento que arrinconó y erosionó la autoridad del gobierno civil, presidido por Amado Juri. 
En la última dictadura militar fue secuestrado el 15 de diciembre de 1976 por los grupos de tareas bajo el control militar del general Antonio Domingo Bussi, sin que hasta la fecha se haya conocido sobre su destino. Desde entonces, Dardo Francisco Molina ha engrosado la lista de los desaparecidos durante el Proceso de Reorganización Nacional.
El 20 de febrero de 2014 se dio a conocer que sus restos fueron identificados en Pozo de Vargas, una fosa común cercana a la capital de la provincia de Tucumán.